# Нивица, Сали
Сали Нивица (алб. Sali Nivica / Sali Nivitza; 15 мая 1890, Реджин — 10 января 1920) — албанский политик, националист, журналист и преподаватель.

## Биография
Сали Нивица родился в селении Реджин, в южной Османской Албании, в нынешней Тепелене. Он ходил в школу в Манастире (1904—1907), где на него сильное влияние оказал албанский националист Байо Топули. Затем Нивица перебрался в Янину, где обучался в грекоязычной школе Зосимая (1907—1909). Потом он отправился в Дуррес, где недолгое время преподавал (1909—1910). Он всё более увлекался албанским национальным движением. В 1911—1912 годах Нивица участвовал в антиосманской деятельности и восстаниях в южной Албании. За это его арестовали и заключили под стражу в Стамбуле. Однако вскоре Нивица был освобожден благодаря вмешательству Исмаила Кемали и сумел устроиться преподавателем албанского языка в Роберт-колледже в Стамбуле.
Нивица вернулся в Албанию после обретения её независимости и вместе с Мустафой Хильми Лесковику (1887—1915), также известным как Мучо Кюли, финансировал газету «Народ» (алб. Populli) во Влёре (1914). Вскоре он перебрался в Шкодер, где и встретил конец Первой мировой войны.
До своей смерти Нивица был членом Национальной литературной организации и Комитета национальной обороны Косово. Он стал главным редактором албанской патриотической газеты «Народ» в начале 1919 года. Она издавалась в Шкодере и откровенно поддерживала Комитет национальной обороны Косово. Первый её номер вышел 18 января 1919 года с лозунгом «Во славу нации» (алб. Për lavdinë e Atdheut). Она пропагандировала албанское этническое единство, албанское национальное дело, и призывала к освобождению Косово от сербов.
Его националистическая деятельность вызывала раздражение в соседних странах, особенно в Италии, которая держала большую часть Албании под протекторатом. Он был убит в Шкодере преступником Коли Ашику якобы по заказу итальянского консульства. Политик Сейфи Вламаси представил подробности его убийства. Нивица и Ашику поссорились в ходе переговоров об аренде магазина. Ашику заявил, что хочет решить всё по Кануну. Его брат Андон, католический священник, предупредил Хюсни Цурри, лидера Комитета национальной обороны Косово, о серьёзности намерений Ашику. Но Цурри и Нивица пренебрегли этими предостережениями. Несмотря на то, что Цурри приставил к Нивице охрану, Ашику сумел застать его одного в городском переулке и дважды выстрелил. Нивица успел ответить четырьмя выстрелами в сторону Ашику, который убежал и скрылся в итальянском консульстве. Нивица умер позже в больнице. Хотя ходили слухи, что Ашику напрямую был связан с итальянцами, Вламаси называет случившееся «обычным убийством, которое нанесло большой политический ущерб».
В день его похорон, на которых присутствовало большое количество людей, все магазины города были закрыты в честь него.